# Ла Барка (Лука)
Ла Барка је насеље у Италији у округу Лука, региону Тоскана.
Према процени из 2011. у насељу је живело 86 становника. Насеље се налази на надморској висини од 194 м.